# Fundusz Kolejowy
Fundusz Kolejowy – fundusz celowy stanowiący element rządowego programu systemowego podejścia do zagadnień rozwoju transportu kolejowego w Polsce, którego celem jest realizacja polityki transportowej państwa zgodnie z ideą zrównoważonego rozwoju.
Środki Funduszu są współfinansowane i refinansowane inwestycji kolejowych finansowanych z funduszy Unii Europejskiej.
Fundusz Kolejowy został utworzony w Banku Gospodarstwa Krajowego na mocy ustawy z dnia 16 grudnia 2005 o Funduszu Kolejowym (Dz.U. z 2024 r. poz. 1133).
Fundusz rozpoczął funkcjonowanie 9 lutego 2006 roku.

## Zadania Funduszu Kolejowego
- Gromadzenie środków finansowych na przygotowanie oraz realizację budowy i przebudowy linii kolejowych, remonty i utrzymanie linii kolejowych oraz likwidację zbędnych linii kolejowych.
- Finansowanie realizacji zadań ujętych w rządowym Programie rzeczowo-finansowym. Zgodnie z ustawą o Funduszu Kolejowym, minister właściwy do spraw transportu w porozumieniu z Bankiem Gospodarstwa Krajowego opracuje projekt Programu, który po zatwierdzeniu przez Radę Ministrów będzie ogłoszony w „Monitorze Polskim”.

Ponadto ustawa przewiduje, że ze środków Funduszu sfinansowane będą utracone w latach 2002–2003 przez przewoźników kolejowych przychody z tytułu obowiązujących ustawowych ulg taryfowych w krajowych przewozach pasażerskich. Wypłaty te będą realizowane do czasu uregulowania zaległości.
Środki funduszu będą mogły być przeznaczane na spłatę wraz z odsetkami oraz innymi kosztami obsługi przeprowadzanych na rzecz Funduszu emisji obligacji bądź zaciągniętych na rzecz Funduszu kredytów i pożyczek. Środki Funduszu będą mogły być również kierowane na pokrycie zobowiązań wynikających z wykonywania przez Skarb Państwa obowiązków z tytułu gwarancji i poręczeń wspierających finansowanie przedsięwzięć ujętych w Programie rzeczowo-finansowym Rządu.

## Podstawowe źródła zasilania Funduszu
- Stałe wpływy z opłaty paliwowej od paliw silnikowych i gazu do napędu pojazdów, przy czym Fundusz Kolejowy zasila 20% wpływów z tego tytułu.
- Oprocentowanie wolnych środków Funduszu na rachunku w BGK oraz przychody od lokat bankowych wolnych środków oraz z ich inwestowania w papiery wartościowe emitowane lub gwarantowane bądź poręczane przez Skarb Państwa, papiery wartościowe emitowane przez NBP, listy zastawne i jednostki uczestnictwa funduszy inwestycyjnych rynku pieniężnego.
- Przychody z akcji przekazanych przez Skarb Państwa (jeśli takie przekazanie nastąpi) oraz przychody z ich sprzedaży.

Ponadto zgodnie z art. 7 ustawy o Funduszu Kolejowym, Bank Gospodarstwa Krajowego może zaciągać kredyty i pożyczki oraz emitować obligacje w kraju i za granicą na rzecz Funduszu, z przeznaczeniem na realizację zadań inwestycyjnych wynikających z Programu rzeczowo-finansowego wykorzystania środków Funduszu.

## Zasady wydatkowania środków
Wydatkowanie środków odbywać się będzie na podstawie Programu Rządowego, przy czym zgodnie z ustawą o Funduszu Kolejowym środki finansowe zgromadzone przez Fundusz będą mogły być przekazywane tylko na rzecz zarządców infrastruktury kolejowej zapewniających przewoźnikom kolejowym dostęp do tej infrastruktury na podstawie przepisów rozdziału 6 ustawy z dnia 28 marca 2003 r. o transporcie kolejowym (Dz.U. z 2021 r. poz. 1984), chyba że odrębne przepisy nakładają na przedsiębiorcę niebędącego zarządcą infrastruktury obowiązek likwidacji zbędnych linii kolejowych; w takim przypadku przepisy ustawy stosuje się odpowiednio.
Zgodnie z art. 12 ustawy o Funduszu Kolejowym szczegółowy sposób i terminy dokonywania wypłat z Funduszu określać będzie umowa, którą minister właściwy do spraw transportu zawrze z Bankiem Gospodarstwa Krajowego.
Bank Gospodarstwa Krajowego, na wniosek ministra właściwego do spraw transportu, będzie dokonywał wypłat ze środków Funduszu na rzecz zarządców infrastruktury w wysokości i terminach wynikających z umów, które minister właściwy do spraw transportu zawrze z zarządcami infrastruktury oraz na rzecz przewoźników kolejowych zgodnie z ustaleniami Programu rzeczowo-finansowego oraz według zasad określonych w umowie, która zostanie zawarta pomiędzy ministrem właściwym do spraw transportu a Bankiem Gospodarstwa Krajowego.